# Fortissimo

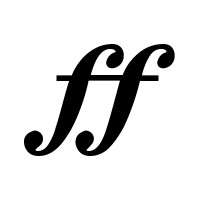
Aanduiding van fortissimo in een muziekstuk.

Fortissimo is een Italiaanse muziekterm voor dynamieknotatie  die aangeeft dat een passage zeer luid gespeeld moet worden.
Fortissimo wordt aangegeven met ff in vette cursieve schreefletters onder de desbetreffende partij, en in partijen met twee balken zoals voor piano tussen de balken, tenzij beide balken verschillende dynamiek benodigen.